# Station Tergnier
Station Tergnier is een spoorwegstation in de Franse gemeente Tergnier (Aisne).
Het station ligt aan de spoorlijnen Amiens - Laon en Creil - Jeumont, en wordt bediend door treinen van de SNCF-Intercités, de TER Picardie en de TER Nord-Pas-de-Calais. Het omvat tevens een rangeerterrein.

## Treindienst
| Serie | Treinsoort | Route | Bijzonderheden |
| ----- | ---------- | --- | -------------- |
| K 13  | TER (SNCF) | Paris-Nord – Compiègne – Saint-Quentin – [ Busigny – Caudry – Cambrai ] / [ Le Cateau – Aulnoye-Aymeries – Maubeuge ] |                |
| K 14  | TER (SNCF) | Paris-Nord – Creil – Pont-Sainte-Maxence – Compiègne – Noyon – Chauny – Tergnier – Saint-Quentin                      |                |
| P 14  | TER (SNCF) | Compiègne – Tergnier – Saint-Quentin                                                                                  |                |
| P 20  | TER (SNCF) | Amiens – Chaulnes – Tergnier – Laon                                                                                   |                |

## Geschiedenis
In 1852 werd een concessie verleend aan de Compagnie du Nord om een station te bouwen in Tergnier. Er kwam een grote bouwwerf want in 1859 werd beslist hier een spoorwegknooppunt te bouwen met lijnen naar Reims en Amiens. De spoorlijn naar Amiens werd ingehuldigd in 1867.

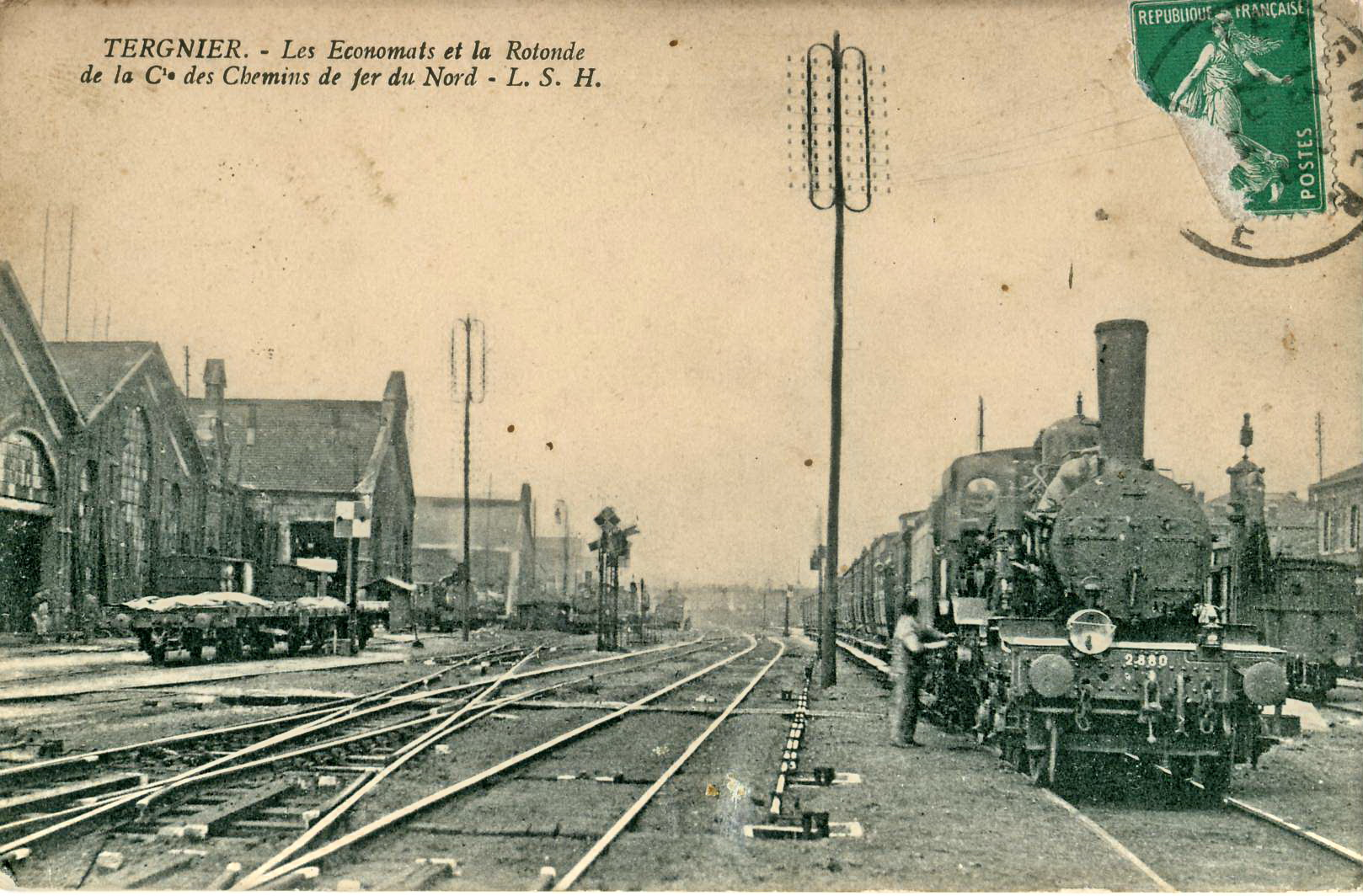
Oude ansichtkaart